# Tom Casey

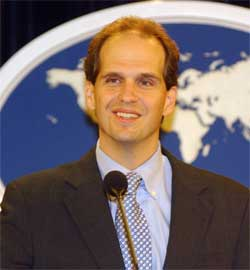
Tom Casey.

Tom Casey es un diplomático estadounidense.  
Nacido en el estado de Nueva Jersey, tiene una licenciatura en Ciencias Políticas de la Universidad Tufts, y un MALD de la Escuela Fletcher de Derecho y Diplomacia. Casey se unió al Servicio Exterior en 1988 y fue enviado a la Embajada de los Estados Unidos en Caracas, Venezuela. Se ha desempeñado en el extranjero en representación de los Estados Unidos en la embajadas de Lagos, Nigeria, y en Lima, Perú, así como en la Misión de los Estados Unidos ante la OTAN en Bruselas, Bélgica. 
En Washington D. C. Casey ha trabajado como asesor del Departamento de Asuntos del Hemisferio Occidental, y en una serie de cargos relacionados con la OTAN y la Unión Europea en cuestiones del Departamento de Asuntos de Europa y Eurasia. Antes de su entrada en el Servicio Exterior, Casey trabajó como analista de gestión en el Departamento de Justicia. 